# Şafrā-ye Moqaddam
Şafrā-ye Moqaddam (persiska: Şafrā, Şafrā-e Maqadam, صفرا مقدم) är en ort i Iran.   Den ligger i provinsen Khuzestan, i den centrala delen av landet, 600 km söder om huvudstaden Teheran. Şafrā-ye Moqaddam ligger 10 meter över havet och antalet invånare är 295.
Terrängen runt Şafrā-ye Moqaddam är mycket platt. Runt Şafrā-ye Moqaddam är det ganska tätbefolkat, med 54 invånare per kvadratkilometer. Närmaste större samhälle är Shādegān, 12,5 km sydväst om Şafrā-ye Moqaddam. Trakten runt Şafrā-ye Moqaddam är ofruktbar med lite eller ingen växtlighet.